# Береніка Фермофора
Береніка Фермофора (дав.-гр. Βερενίκη, бл.275 до н. е. — 246 до н. е.) — цариця Сирії у 252–246 років до н. е.

## Життєпис
Походила з династії Птолемеїв. Молодша донька Птолемея II, царя Єгипту, та Арсіної I. У 252 році до н. е. по підсумках Другої Сирійської війни батько видав Арсіною за Антіоха II з династії Селевкидів. Колишню дружину Даодіку Антіох на вимогу Птолемея або Береніки відправив до її батька. Береніка мала від свого чоловіка 1 сина.
У 246 році до н. е. після смерті Птолемея II та Антіоха II, новий цар Селевк II повернув до двору свою матір Лаодіку. Остання доклала зусиль щодо вбивства Береніки та її сина. За деякими версіями Лаодіка також отруїла Антіоха II, який мав намір передати владу сину від Береніки. Вбивство останнього спровокувало Третю Сирійську війну, яка також отримала назву війни Лаодіки.